# Recht der Natur

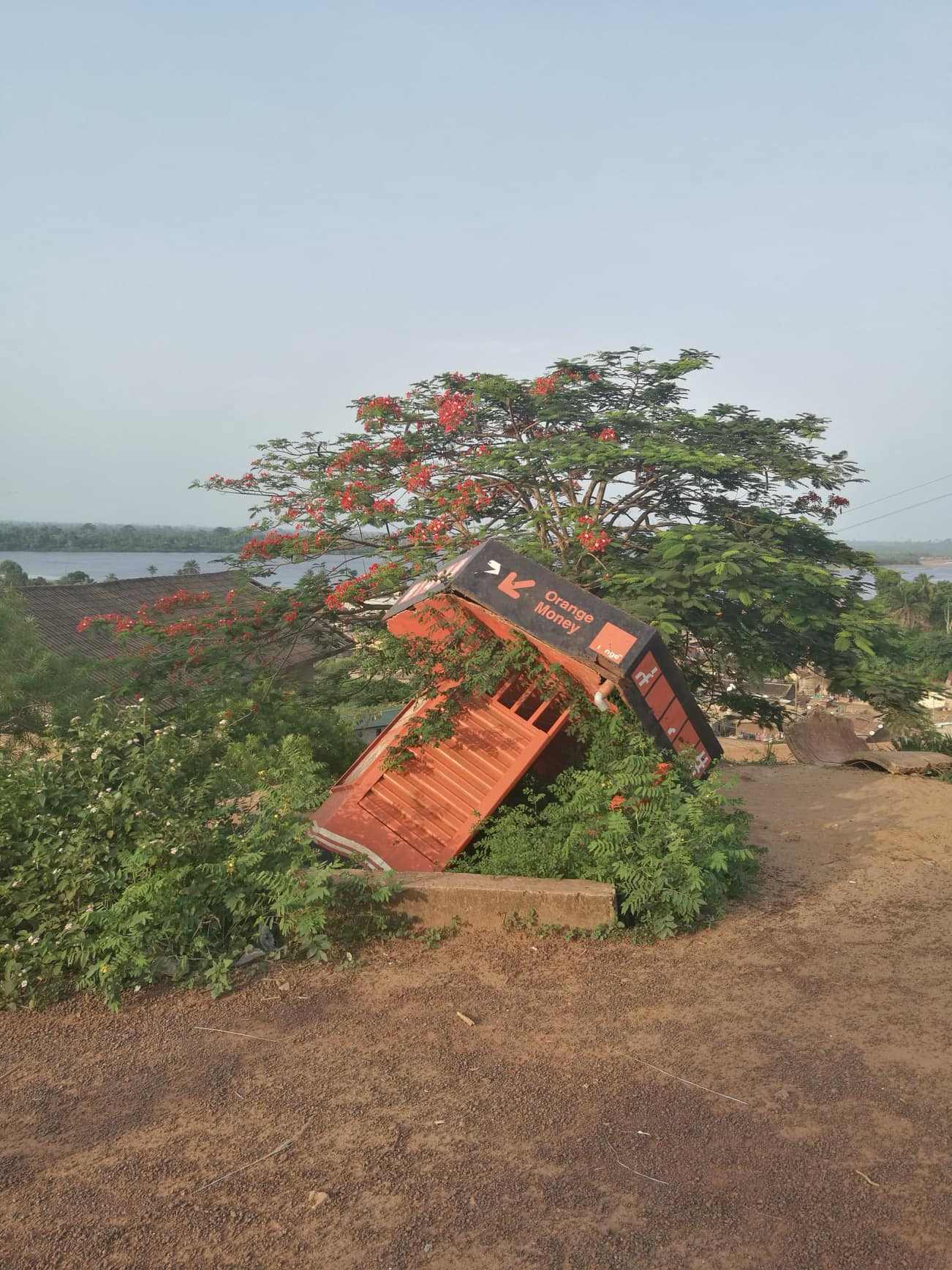
When nature regains its rights over capitalism, „Wenn die Natur ihre Rechte über den Kapitalismus wiedererlangt“ – In der abgelegenen Stadt Sassandra (Elfenbeinküste, Westafrika) überwuchert Gestrüpp eine ehemalige Telefon-Zelle (März 2019, siehe auch Kapitalozän).

Mit Recht der Natur bzw. den Eigenrechten der Natur wird – nicht zu verwechseln mit „Naturrecht“ – der Status bzw. das Rechtsprinzip (→ Rechtstheorie) der Anerkennung von Tieren, Pflanzen oder anderen in der Natur bzw. Umwelt existierenden Gütern wie Ökosystemen, Gebirgen oder Gewässern – gar die Natur selbst – als „juristische Person“ mit subjektiven Rechten umschrieben; damit soll eine fundamental andere Beziehung zu unserer Umwelt erreicht werden, „eine, die auf Verantwortung beruht statt auf Eigentumsrecht“.

## Entwicklung
Im Mai 2024 gab es 495 Initiativen zu den Rechten der Natur in 40 Ländern weltweit. Sie folgen einem Anliegen, welches die Global Alliance for the Rights of Nature (GARN, „Globale Allianz für die Rechte der Natur“) folgendermaßen beschreibt: „Statt die Natur als Besitz zu behandeln, erkennen Naturrechte (Earth Laws) an, dass die Natur in all ihren lebendigen Formen das Recht hat zu existieren, weiterzuleben, sich zu erhalten und zu regenerieren“ – das hätte weitreichende Folgen für die Frage, wer die globalen Ressourcen nutzen, besitzen und ausbeuten dürfte.
Seit 2008 ist in Ecuador in Südamerika der Schutz der Natur in der dort unter Rafael Correa neu verabschiedeten nationalen Verfassung in den Artikeln 71–73 verankert: „Die Natur ist Subjekt derjenigen Rechte, welche die Verfassung ihr zugesteht“ – Zurück geht das auf ein Konzept der indigenen Kichwa-Bevölkerung mit großem politischen Einfluss vor Ort: Sumak Kawsay, „das gute Leben“. Hiernach ist der Mensch nicht die „Krone der Schöpfung“, sondern Teil der Natur (-> „Unswelt“), lebt harmonisch mit ihr zusammen und in gegenseitiger Abhängigkeit von allen Lebewesen.
Spanien hat im September 2022 als erstes Land der Europäischen Union ein Naturgut als Subjekt mit eigenen Rechten benannt: Das Mar Menor, die größte Salzwasserlagune Europas – das hoch gefährdete Haff besitzt nun das Recht auf Existenz und natürliche Entwicklung, auf Schutz, Erhalt und Wiederherstellung; drei Expertenkomitees sollen seine Vormundschaft übernehmen.
In Bayern versucht die Initiative Rechte der Natur, ein Volksbegehren für die Verankerung von Rechten für die Natur in der bayrischen Verfassung anzustrengen.
Im Kontext des sogenannten Abgasskandals sah das Landgericht Erfurt im Jahr 2021 Eigenrechte der Natur als aus der Grundrechtecharta wie dem europäischen Vertragswerk und Sekundärrecht gegeben an. Sie sollen nach Beschluss des Gerichts „schutzverstärkend hinzuzutreten“ und sollen „ihrerseits einen individuellen Schadensersatzanspruch des Fahrzeugkäufers“ legitimieren. Im Jahr 2024 sprach das Gericht in einer Frage an den Gerichtshof der Europäischen Union erneut die Eigenrechte der Natur an. Dies begründet das Gericht damit, dass der Begriff der „Person“, welcher in der Charta verwendet wird, auch „ökologische Personen“, sprich „Ökosysteme und Biotope bis hin zu einzelnen Bäumen oder Pflanzen“, als Rechtssubjekte umfasse. Auch die Präambel und insbesondere Artikel 37 der Charta werden zur Begründung des Gerichts herangezogen. Des Weiteren werden die „Wichtigkeit und Dringlichkeit der ökologischen Herausforderungen“ betont. Dabei kritisiert das Gericht in einem Beschluss auch einen „fundamentalen Wertungswiderspruch“. So seien „die Interessen des Kapitals und Vermögensinteressen [...] seit Jahrhunderten rechtlich codiert und abgesichert“, während „ökologische Interessen und die Interdependenz von Mensch und Natur traditionell vernachlässigt“ seien.

## Beispiele

### Flüsse

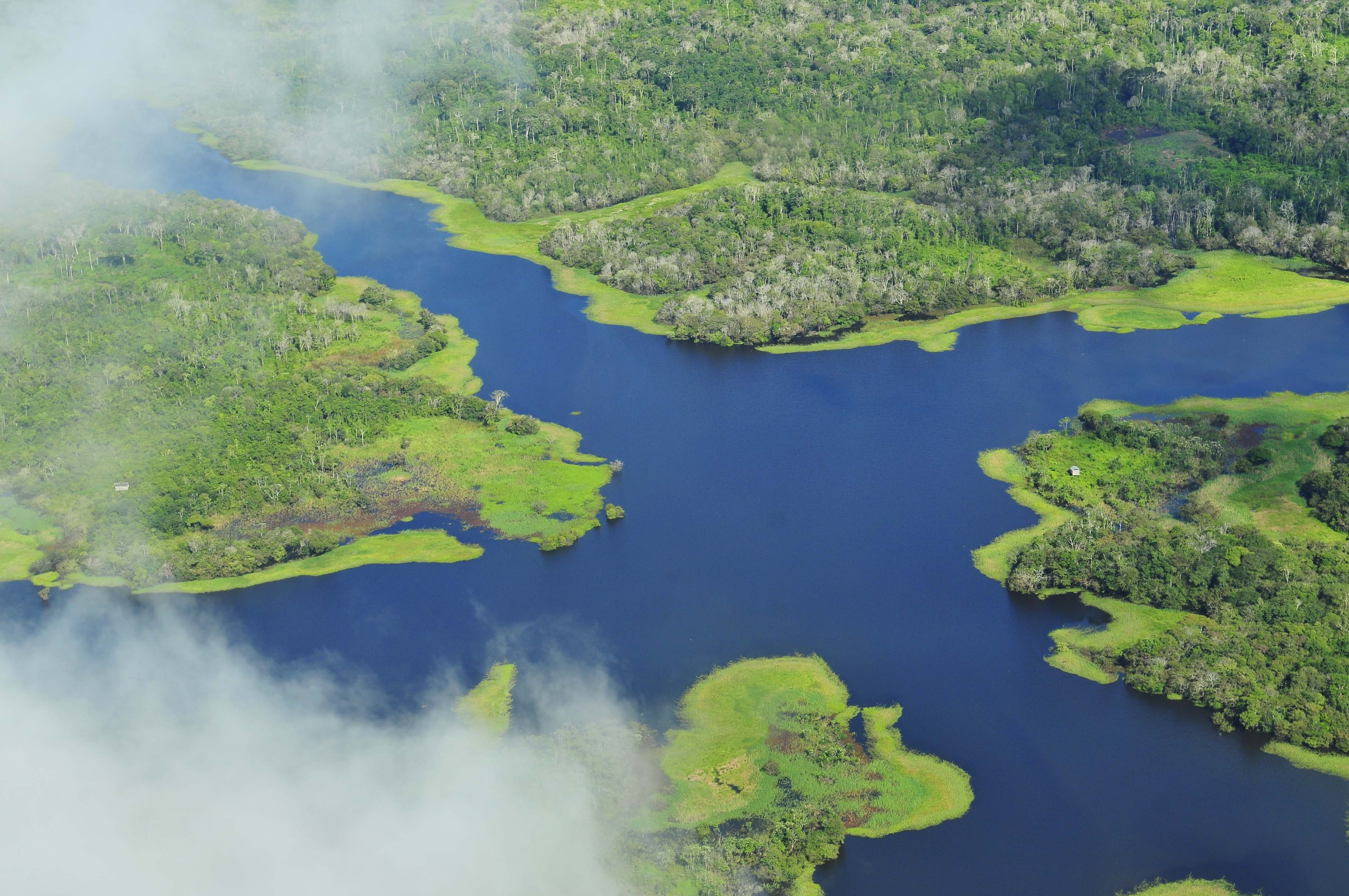
Impression des Amazonas-Fluss-Systems

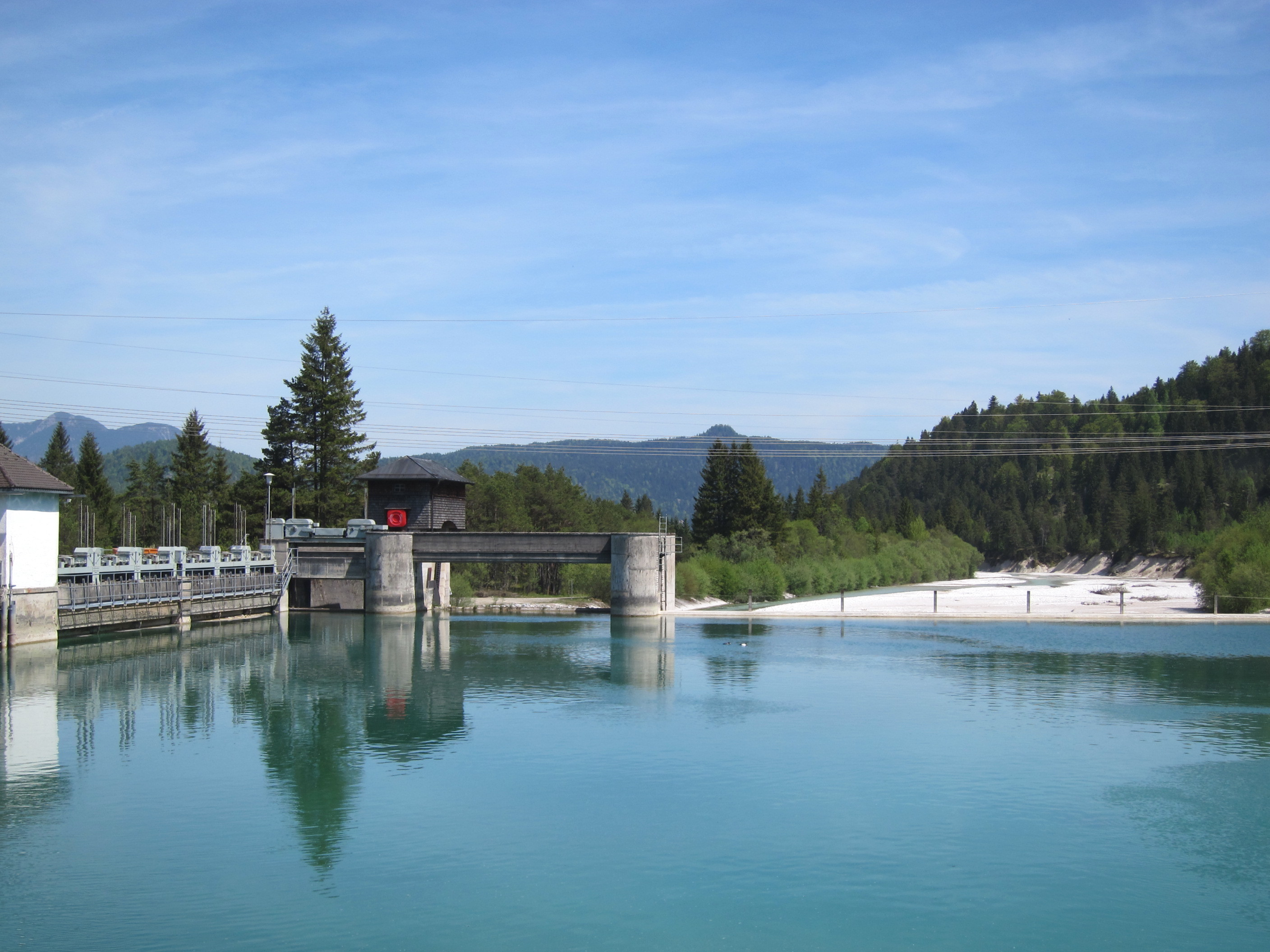
Das Stauwehr Krün, ein Wehr bei Krün am Isar-Oberlauf: Schon mehrfach ist der Fluss hier unterhalb des Wehrs komplett trocken gefallen, ein großes Problem für dortige Tiere und Pflanzen

Bereits 2017 wurde einer der längsten Flüsse Neuseelands, der Wanganui (auf Māori Te Awa Tupua) zu einer eigenen juristischen Person erklärt und damit zu einem eigenen Lebewesen mit eigenen Rechtsansprüchen – „der Fluss gehört sich nun selbst“: Das Ergebnis eines seit 1870 andauernden Konflikts zwischen den einheimischen Māori und der britischen Monarchie um die Fluss-Nutzung. Die Übereinkunft akzeptiert das Personenrecht des Wassers sowie des ehemaligen Nationalparks Te Urewera, die Māori und die neuseeländische Regierung teilen sich nun treuhänderisch die entsprechende „Vormundschaft“.
Kurz danach wurde zwei heiligen Flüssen Indiens ebenfalls der Status einer Rechtspersönlichkeit zuerkannt: Das Oberste Gericht des nordindischen Bundesstaats Uttarakhand, dem Ursprung der Ganges, sprach dem Ganges und seinem Nebenfluss zu, dass sie lebendige Wesen seien, die den Status einer Rechtspersönlichkeit hätten und folglich auch „alle damit verbundenen Rechte“.
Das kolumbianische Verfassungsgericht hat 2016 dem Río Atrato eigene Rechte eingeräumt: die „Rechte auf Regeneration, Erhaltung, Pflege und Schutz“; das oberste Zivilgericht des Landes verlieh dem gesamten kolumbianischen Amazonasgebiet zwei Jahre später eine eigene Rechtspersönlichkeit.
In Peru war seit 2021 vor dem Gericht in der Provinzhauptstadt Iquitos ein Verfahren gelaufen, den größten Amazonas-Quellfluss Río Marañón mit eigenen Rechten auszustatten; hier hatten die Kukama-Frauen der peruanischen Amazonasregion Loreto mit dem Verband Huaynakana Kamatahuara Kana („Arbeitende Frauen“) einen Rechtsstreit gegen den peruanischen Staat, sein Umweltministerium, das peruanische Amazonas-Forschungsinstitut (IIAP), die Nationale Wasserbehörde (ANA) und das Ministerium für Energie und Bergbau sowie das Unternehmen Petroperú angestrengt. Die ethnische Minderheit wurde dabei von mehreren nationalen und internationalen Organisationen unterstützt, darunter das peruanische Instituto de Defensa Legal (IDL) und die US-Umweltschutz- und Menschenrechtsgruppe International Rivers (IR) mit Sitz in Kalifornien; als Hauptgrund wurden systematische Erdöl-Verschmutzungen des Flusses und die Umsetzung von Baggerprojekten zur Fahrrinnen-Vertiefung angeführt. Im Frühjahr 2024 wurde das Anliegen positiv beschieden – was „nicht nur die ökologische Bedeutung des Flusses anerkennt, sondern auch seine tiefe kulturelle und spirituelle Bedeutung für indigene Gemeinschaften“.
In Bayern setzt sich mit Rechte der Natur ebenfalls seit 2021 eine Gruppe von Juristinnen für ein Volksbegehren ein, das eigene Rechte für die „natürliche Mitwelt“, z. B. auch für die Isar in der bayrischen Landesverfassung verankern soll.

## Rezeption
Das Anliegen wird z. B. thematisiert in der 2023 zum „Hörspiel des Monats“ November ausgezeichneten Hörspiel-Serie Die Konferenz der Flüsse von Denise Reimann und Frank M. Raddatz  (Produktion: Deutschlandfunk Kultur), im Titel eine Analogie zum bekannten, mehrfach verfilmten Buch und Roman Die Konferenz der Tiere von Erich Kästner: Die Serie soll „erkunden, was die Flüsse der Welt uns sagen würden, wenn sie sprechen könnten“.